# Wólka Kliczewska

Wólka Kliczewska (prononciation : [ˈvulka kliˈt͡ʂɛfska]) est un village polonais de la gmina de Żuromin dans le powiat de Żuromin de la voïvodie de Mazovie dans le centre-est de la Pologne.
Il se situe à environ 9 kilomètres au sud-est de Żuromin (siège de la gmina et de la powiat) et 113 kilomètres au nord-ouest de Varsovie (capitale de la Pologne).
Le village possède une population d'environ 120 habitants.

## Histoire
De 1975 à 1998, le village appartenait administrativement à la voïvodie de Ciechanów.